# Mitchell Bay (zatoka Necum Teuch Bay)
Mitchell Bay – zatoka (ang. bay) zatoki Necum Teuch Bay w kanadyjskiej prowincji Nowa Szkocja, w hrabstwie Halifax; nazwa urzędowo zatwierdzona 13 lipca 1976.